# كرم الشعراني
كرم الشعراني (وُلد في 10 نوفمبر 1986 في السلمية) هو ممثلٌ سوري، تخرج من المعهد العالي للفنون المسرحية في دمشق عام 2011. كان مُتزوجًا من الممثلة السورية لوريس قزق، وانفصل عنها في يوليو (تموز) 2017.

## أعماله

### المسلسلات
- حوازيق (2022)
- كسر عضم (2022)
- الجوكر (2020)
- الحب جنون (2020)
- الحرملك 2 (2020)
- الحرملك 1 (2019)
- ببساطة 2 (2020)
- ما بين حب وحب (2020)
- مقابلة مع السيد آدم (2020)
- العاشق: صراع الجواري (2019)
- بقعة ضوء (الأجزاء 14، 12، 11، 10، 9)
- كونتاك (2019)
- مسافة أمان (2019)
- ناس من ورق (2019)
- المهلب بن أبي صفرة (2018)
- الإمام (2017)
- خاتون 2 (2017)
- شوق (2017)
- عطر الشام (الأجزاء 1 و2)
- أحمر (2016)
- الندم (2016)
- أيام لا تنسى(2016)
- سمرا (2016)
- صرخة روح 3 (2016)
- عابرو الضباب (2016)
- مدرسة الحب (2016)
- دامسكو (2015)
- عناية مشددة (2015)
- القربات (2014)
- بواب الريح (2014)
- طوق البنات (2014)
- تحت الأرض (2013)
- سكر وسط (2013)
- ياسمين عتيق (2013)
- ولادة من الخاصرة 2: ساعات الجمر (2012)

### الأفلام
- الإفطار الأخير (2021)
- فيلم نجمة الصبح (2019)
- فيلم أمينة (2018)
- فيلم عزف منفرد (2018)
- فيلم مسافرو الحرب (2018)
- فيلم رجل وثلاثة أيام (2017)
- فيلم مطر حمص (2017)

## روابط خارجية
- كرم الشعراني على موقع IMDb (الإنجليزية)
- كرم الشعراني على موقع قاعدة بيانات الأفلام العربية